# AIST 2
AIST 2 (russisch АИСТ für Storch) ist ein russischer Kleinsatellit aus der Reihe AIST, der von einer Gruppe von Studenten, Doktoranden und Wissenschaftlern der Staatlichen Universität für Luft- und Raumfahrt Samara in Zusammenarbeit mit dem Raumfahrtkonzern ZSKB-Progress entwickelt wurde.
Die Satellit hatte unter anderem die Aufgabe, das Erdmagnetfeld und Mikrometeoriten natürlichen und künstlichen Ursprungs zu messen.
AIST 2 wurde am 19. April 2013 um 10:00 Uhr UTC vom Kosmodrom Baikonur aus zusammen mit Bion-M1 und den fünf Kleinsatelliten Beesat-2, Beesat-3, OSSI 1, SOMP und Dove-2 mit einer Sojus-2.1a-Rakete gestartet.